# Dacus pecropsis
Dacus pecropsis är en tvåvingeart som beskrevs av Munro 1984. Dacus pecropsis ingår i släktet Dacus och familjen borrflugor.
Artens utbredningsområde är Zimbabwe. Inga underarter finns listade i Catalogue of Life.